# Yanoff-Liste
Die Yanoff-Liste war eine von Scott Yanoff an der University of Wisconsin–Milwaukee erstellte und öffentlich zugängliche gemachte Liste praktischer oder einfach nur interessanter Dinge im Internet. Sie stellte vor und in der Frühzeit des WorldWideWeb eine Möglichkeit dar, im Internet zu navigieren, Einstiegspunkte zu finden. 
Die Liste enthielt, in Textform, immer wieder aktualisiert, allgemein zugänglich gemacht beispielsweise über FTP und Finger, eine Auswahl an bekannten und neuen Anwendungen des Internets, FTP-Server, telnet-Dienste, Gopher-Adressen und anderes mehr. Unter den Adressen befanden sich die Kataloge der großen Bibliotheken ebenso wie akademische und ans Internet angeschlossene Kaffeemaschinen.
Als Webverzeichnis war sie ein Einstiegspunkt, manuell erstellt, keineswegs vollständig, in Zeiten eines kleineren Internets, das anfangs noch auf staatliche und akademische Nutzer mit meist technischen Hintergrund konzentriert war, allerdings durchaus repräsentativ zu sehen. Der Umfang der Liste ist heute vergleichsweise marginal, stellte damals mangels anderer Quellen, mangels heutigem Wissen und mangels allumfassender Suchmaschinen eine wesentliche und sehr geschätzte Hilfe dar, die List war bekannt und beliebt, war praktisch und wurde benutzt. WAIS-Informationsdienste, Veronica- und Archie-Server stellten andere Ansatzpunkte der Internetsuche dar, die Angebote von telnet, finger, gopher und ftp über Verzeichnisse und Suchmaschinen erschlossen und in der Yanoff-Liste erwähnt werden. 
Im Gegensatz zu späteren hierarchisch geteilten und (nur) über das WorldWideWeb erreichbaren Verzeichnisdiensten besteht die Yanoff-Liste aus einem einzigen sequentiellen Textdokument, nach subjektiven und objektiven Gesichtspunkten, nach Themen und alphabetisch gegliedert, das seinerzeit über vielfältige Zugriffsmethoden im Netz erreichbar war. 
Scott Yanoff arbeitet bis heute in der IT-Branche. Die Yanoff-Liste ist, da auf dem Stand von 1990 ff., heute technisch-historisch zu sehen und in diesem Kontext interessant. Nach Scott Yanoff bzw. seiner beliebten Liste ist ein Newsreader für den Palm benannt.  